# Edwin Pimbury
Edwin Pimbury (1834-6 avril 1909) est un homme politique canadien de la Colombie-Britannique. Il est député provincial de la indépendant de la circonscription britanno-colombienne de Cowichan de 1875 à 1882.

## Biographie
Né à Hyde dans le Gloucestershire en Angleterre, Pimbury étudie à Minchinhampton. Il apprend la vente de médicaments en pharmacie avant de se lancer lui même dans sa propre affaire. Ensuite, il s'installe temporairement à Portland dans le Maine pour se rendre à Portage dans le Wisconsin et ouvrir son entreprise. Après le ralentissement économique de 1856, il se dirige en Californie, mais après avoir trouvé les opportunités d'affaires limitées sur place, décide de prospecter de l'or en Arizona.
Avec son frère, il se dirige vers la Colombie-Britannique et s'occupe d'une ferme près de Victoria. Il quitte la ferme pour s'occuper d'une pharmacie à Victoria pendant 11 ans. 
Défait en 1871, il est élu en 1875. il est réélu en 1878, mais ne se représente pas en 1882 pour s'occuper de ses affaires personnelles.
Pimbury sert ensuite comme juge de paix et directeur de la Waterworks Company à Nanaimo.
Il meurt à Duncan à l'âge de 75 ans.